# Синодичний період

Сидеричний період (1 → 2) і синодичний період (1 → 3)

Синодичний період обертання (від грец. synodos — збори, з'єднання) — проміжок часу між двома послідовними однаковими конфігураціями планети (або іншого небесного тіла)
Протягом синодичного періоду тіло Сонячної системи (Місяць, планета або мала планета), з погляду земного спостерігача повертається в те саме положення відносно Сонця.

## Синодичний день та місяць

### Сонячна доба
Один повний оберт навколо своєї осі Земля робить за 23 год 56 хв 3,44 с, що є сидеричним періодом (1 → 2). Для того, щоб Сонце опинилось в тій самій точці на небі, як у положенні 1, Земля має здійснити поворот майже на 1 градус (1 → 3). Тобто синодичний період обертання (або сонячна доба) буде на 3 хв 56,56 секунд довше, ніж сидеричний.

### Синодичний місяць
Синодичний період обертання Місяця («синодичний місяць») дорівнює часу, за який Місяць проходить через усі фази Місяця (наприклад, від повного місяця до повного місяця).
Синодичні періоди непостійні внаслідок того, що Земля (та інші небесні тіла) рухаються своєю орбітою дещо нерівномірно. Зазвичай наводять усереднене значення синодичних періодів. Наприклад, синодичний місяць має середню тривалість 29,530588 середньої сонячної доби, утім фактичне значення може відхилятися від середнього в межах 13 годин (тобто, більш як на півдоби).

## Синодичні періоди планет

Ілістрація основних конфігурацій в проєкції на площину екліптики. Сполучення: кут Сонце-Земля-планета дорівнює 0°. Протистояння: кут Сонце-Земля-планета дорівнює 180°. Квадратура: кут Сонце-Земля-планета дорівнює 90°. Елонгація: кут Сонце-Земля-планета максимальний (для внутрішніх планет).

### Конфігурації
Проміжок часу між двома однаковими послідовними конфігураціями космічних тіл називають синодичним періодом. Його можна обчислити за формулою:
{\displaystyle \Delta \Omega =\Omega _{sid}-\Omega _{syn}}
де {\displaystyle \Delta \Omega } — різниця між кутовими швидкостями тіл, {\displaystyle \Omega _{sid}} — сидерична кутова швидкість. Частіше використовують інші формули:
{\displaystyle {\frac {1}{T_{syn}}}=\left\vert {\frac {1}{T_{1}}}-{\frac {1}{T_{2}}}\right\vert }, коли тіла обертаються в одному напрямку;
{\displaystyle {\frac {1}{T_{syn}}}={\frac {1}{T_{1}}}+{\frac {1}{T_{2}}}}, коли тіла обертаються у протилежних напрямках (одне за годинниковою стрілкою, а інше проти), де {\displaystyle T_{1}} — період обертання першого тіла, {\displaystyle T_{2}} — період обертання другого тіла.